# تفجير فندق الملك داود
في 22 يوليو 1946، تعرّض الجناح الجنوبي من فندق الملك داود في القدس، الذي كان يضم المقر الإداري الرئيسي للسلطات البريطانية في فلسطين الانتدابية، لتفجير نفذته منظمة إيتسل (الأرغون)، وهي منظمة صهيونية مسلحة يمينية متطرفة تنشط سرًا، وذلك خلال فترة التمرد اليهودي على الانتداب البريطاني. أسفر التفجير عن مقتل 91 شخصًا من جنسيات متعددة، من بينهم عرب وبريطانيون ويهود، كما أُصيب 46 آخرون. ويُعد هذا الهجوم الأكثر دموية ضد البريطانيين خلال فترة الانتداب (1920–1948).
كان الفندق يضم مكاتب الحكومة البريطانية في فلسطين، وعلى رأسها أمانة حكومة الانتداب وقيادة القوات المسلحة البريطانية في فلسطين وشرق الأردن. حين تم التخطيط للهجوم، حاز على موافقة منظمة "الهاغاناه"، وهي الجماعة اليهودية شبه العسكرية الرئيسة آنذاك، غير أن هذه الموافقة سُحبت دون علم الإيتسل قبل تنفيذ العملية. وكان الهدف الأساسي من التفجير هو تدمير وثائق سرية صادرها البريطانيون خلال عملية أغاثا، وهي حملة مداهمات واعتقالات استهدفت المؤسسات اليهودية، وتضمنت أدلة تُدين الوكالة اليهودية بتورطها في أعمال عنف ضد البريطانيين.
نفّذ عناصر الإيتسل الهجوم متنكرين في زيّ عمّال عرب ونُدُل في الفندق، وزرعوا قنبلة في قبو المبنى الرئيسي للفندق، حيث كان الجناح الجنوبي يضم مكاتب الإدارة البريطانية. أدى الانفجار إلى انهيار النصف الغربي من الجناح الجنوبي، وتسبب بمقتل وجرح العديد من الأشخاص في الشارع المجاور وفي الأبنية القريبة.
أثارت العملية جدلًا واسعًا، خاصة فيما يتعلق بتوقيت التحذيرات ومدى كفايتها. فقد زعمت منظمة الإيتسل لاحقًا أنها أرسلت تحذيرات هاتفية قبل وقوع التفجير. ووفقًا للمؤرخ ثورستون كلارك، فإن أول تحذير تلقاه الفندق جاء من مجند يبلغ من العمر 16 عامًا عبر بدالة الفندق وقبل الانفجار بـ15 دقيقة. غير أن الحكومة البريطانية صرّحت بعد التحقيق بأنه لم يتلقَ أي مسؤول رسمي في الأمانة العامة أي تحذير يُمكّنه من اتخاذ إجراءات وقائية.

## خلفية الأحداث

### الدوافع

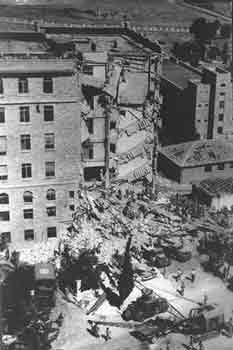
الفندق بعد التفجير

جاء تفجير فندق الملك داود على يد منظمة الإيتسل (الأرغون) ردًا مباشرًا على عملية أغاثا، التي تُعرف في إسرائيل باسم "السبت الأسود". ففي 29 يونيو 1946، داهمت القوات البريطانية مقر الوكالة اليهودية في القدس، وصادرت كميات كبيرة من الوثائق التي أظهرت تورط منظمة "الهاغاناه" في التمرد المسلح ضد سلطات الانتداب البريطاني. وقد نُقلت هذه الوثائق إلى الجناح الجنوبي من فندق الملك داود، حيث تقع مكاتب أمانة الحكومة. سعت الإيتسل من خلال التفجير إلى تدمير تلك الوثائق التي رأت أنها تُعرّض العمل الصهيوني المسلح للخطر.

### تخطيط الفندق
افتُتح فندق الملك داود عام 1932 كأول فندق فاخر في القدس وفقًا للمعايير الحديثة. وكان مبناه يتخذ شكل حرف I، مع جناحين شمالي وجنوبي يتصلان بمحور وسطي طويل. وعلى الجهة الغربية، امتد شارع جوليان بمحاذاة الفندق، بينما وُجد زقاق غير مُعبّد من الجهة الشمالية، حيث تقع القنصلية الفرنسية، ومنه كان يمكن الوصول إلى المدخل الخلفي للفندق. أما الجهات الأخرى فكانت مُحاطة بحدائق ومزرعة زيتون مُخصصة لتكون حديقة عامة.

### الاستخدام الإداري والعسكري
بحلول عام 1946، كانت أمانة الحكومة البريطانية في فلسطين تحتل الجزء الأكبر من الجناح الجنوبي للفندق، في حين شغلت القيادة العسكرية البريطانية الطابق العلوي من الجناح الجنوبي، إضافة إلى الطابقين الثاني والثالث من القسم الأوسط. كما وُجدت بدالة الاتصالات العسكرية في القبو. وضم أحد الملاحق مباني للشرطة العسكرية وفرعًا من قسم التحقيقات الجنائية التابع لشرطة الانتداب.
بدأ استخدام الفندق لأغراض حكومية منذ أواخر عام 1938 على أساس مؤقت. وكان من المُفترض بناء مقار دائمة لأمانة الحكومة والقيادة العامة للجيش، غير أن اندلاع الحرب العالمية الثانية أدى إلى إلغاء هذه الخطط، ما أدى لاحقًا إلى تخصيص أكثر من ثلثي غرف الفندق للاستخدام الرسمي.
وفي مارس 1946، وصف النائب العمالي البريطاني ريتشارد كروسمن الأجواء داخل الفندق بقوله: "محققون خاصون، عملاء صهاينة، شيوخ عرب، مراسلون خاصون... كلهم يجلسون هناك، كلٌّ يُنصت خفية للآخر." أما الباحث الأمني بروس هوفمان، فقد اعتبر الفندق "مركز الأعصاب للسلطة البريطانية في فلسطين".

### محاولات سابقة للهجوم
طوّر المسؤول العسكري في الإيتسل أميحاي باغلين قاذفة هاون ذات مدى أربعة أميال يتم التحكم بها عن بُعد، أطلق عليها البريطانيون لاحقًا اسم "V3". في عام 1945، وبعد استخدامها في هجمات ضد عدد من مراكز الشرطة، دُفنت ست قاذفات V3 في الحديقة الجنوبية لفندق الملك داود، وُجّهت ثلاث منها نحو المطبعة الحكومية والثلاث الأخرى نحو الفندق. وكانت الخطة أن يتم إطلاقها في عيد ميلاد الملك البريطاني، إلا أن منظمة الهاغاناه، التي لم تكن على وفاق دائم مع الإيتسل، كشفت عن الخطة وأبلغت بها البريطانيين من خلال تيدي كوليك، أحد مسؤولي الوكالة اليهودية. ونتيجة لذلك، عثرت وحدات الهندسة العسكرية البريطانية على القاذفات وأزالتها.

## التحضيرات

### التخطيط

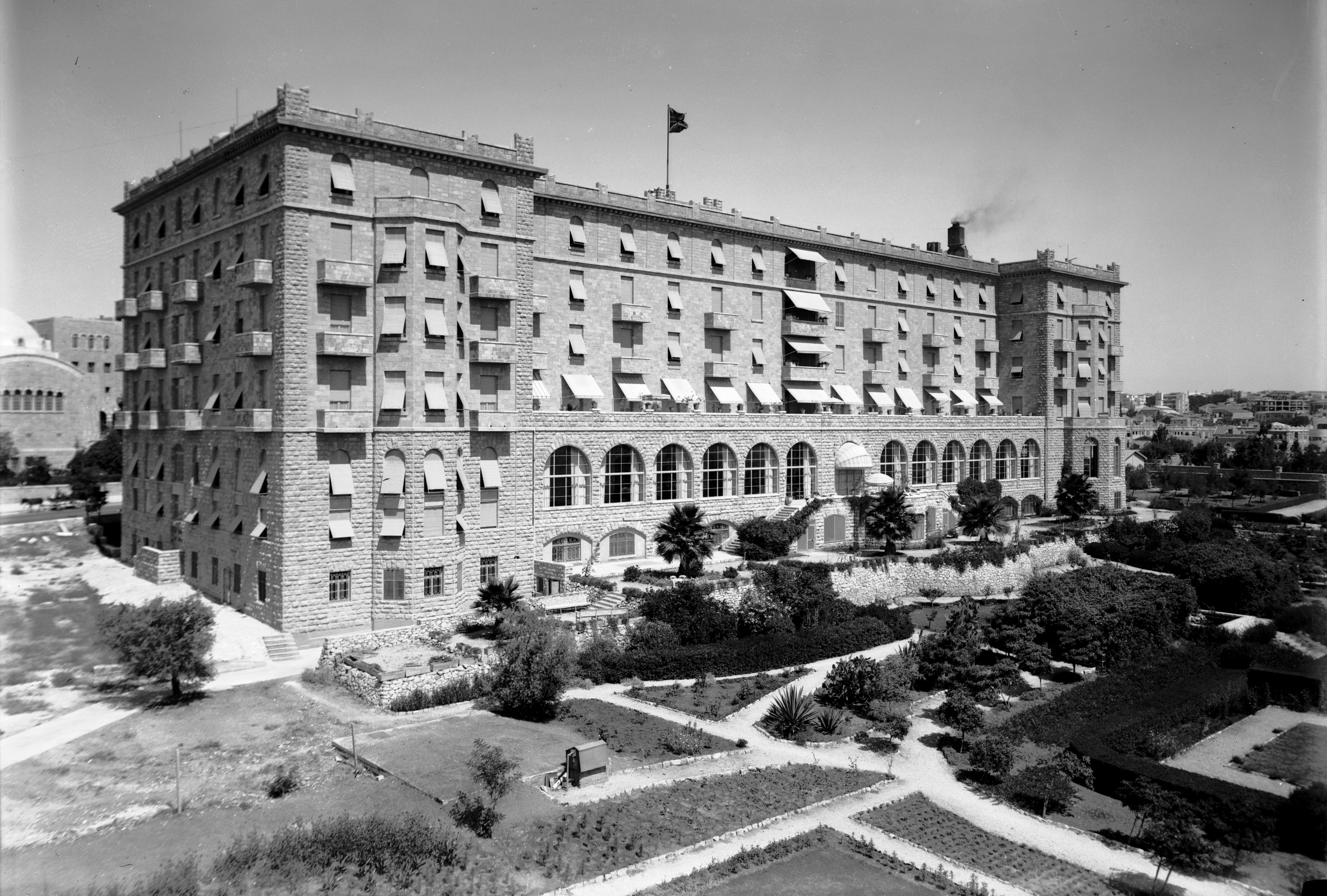
الفندق كما يظهر من الخلف قبل التفجير

في البداية، عارض قادة منظمة "الهاغاناه" فكرة الهجوم على فندق الملك داود. ومع ذلك، ففي 1 يوليو 1946، وجّه موشيه سنيه، رئيس هيئة الأركان العامة للهاغاناه، رسالة إلى مناحيم بيغن، زعيم الإيتسل آنذاك، أبلغه فيها بتنفيذ العملية في "الصوصة" – وهو الاسم الرمزي لفندق الملك داود. وعلى الرغم من الموافقة المبدئية، طلبت الهاغاناه مرارًا تأجيل التنفيذ بسبب تطورات المشهد السياسي. وقد وضعت الصيغة النهائية للخطة بالتنسيق بين أميحاي باغلين (الاسم الحركي "غيدي") رئيس عمليات الإيتسل، ويتسحاق سده قائد قوات "البلماح".
نصّت الخطة على أن يتنكر أفراد الإيتسل بزيّ عرب، باستثناء القائد جدعون، الذي كان من المفترض أن يرتدي زي أحد النُدُل السودانيين الذين كانوا يعملون في الفندق، وهو زي معروف هناك. وكان من المقرر دخول المبنى من المدخل الخدمي في القبو، حاملين المتفجرات داخل عبوات حليب. وقد خُطّط لوضع هذه العبوات بجوار الأعمدة الرئيسية التي تدعم الجناح الجنوبي للفندق، حيث تقع معظم المكاتب التابعة للسلطات البريطانية. كانت هذه الأعمدة موجودة داخل ملهى ليلي في القبو يُعرف باسم "رُوجانس".
في المراجعة النهائية للخطة، تقرر تنفيذ الهجوم يوم 22 يوليو في الساعة 11:00 صباحًا، وهو وقت يُفترض أن يكون المقهى الواقع في القبو – حيث ستُزرع القنابل – خاليًا من الزبائن، ما يُسهّل الدخول إلى المكان دون إثارة الشبهات.
كان من غير الممكن تنفيذ العملية في هذا الموقع بعد الساعة 14:00، نظرًا لكونه يكتظ بالروّاد بعد هذا التوقيت. كما تقرر أن يتزامن الهجوم مع عملية أخرى كانت ستنفذها منظمة "ليحي" ضد مكاتب حكومية في مبنى الأخوين ديفيد، تحت الاسم الرمزي "عبدك وفاديك"، لكنها أُلغيت في اللحظة الأخيرة.
ووفق ما أوردته الإيتسل لاحقًا، فقد تضمنت الخطة إجراءات لتقليل الإصابات بين المدنيين إلى الحد الأدنى، حيث أُعطيت تعليمات لتأمين المنطقة وإخلائها قبل التفجير. غير أن هذا تسبب لاحقًا في خلافات بين الهاغاناه والإيتسل، حيث زعمت الأولى أنها اشترطت أن يُنفذ الهجوم في وقت لاحق من اليوم، حين تكون المكاتب شبه خالية من الموظفين.

### التحذيرات
أثارت قضية التحذيرات المسبقة الكثير من الجدل منذ وقوع التفجير، لا سيما حول توقيت إرسالها واستجابة السلطات البريطانية لها. فقد أكد ممثلو الإيتسل أن التحذير تم توصيله بوقت كافٍ يسمح بإخلاء الفندق، حيث كتب مناحيم بيغن لاحقًا أن الاتصال الهاتفي أُجري قبل الانفجار بـ 25 إلى 27 دقيقة.

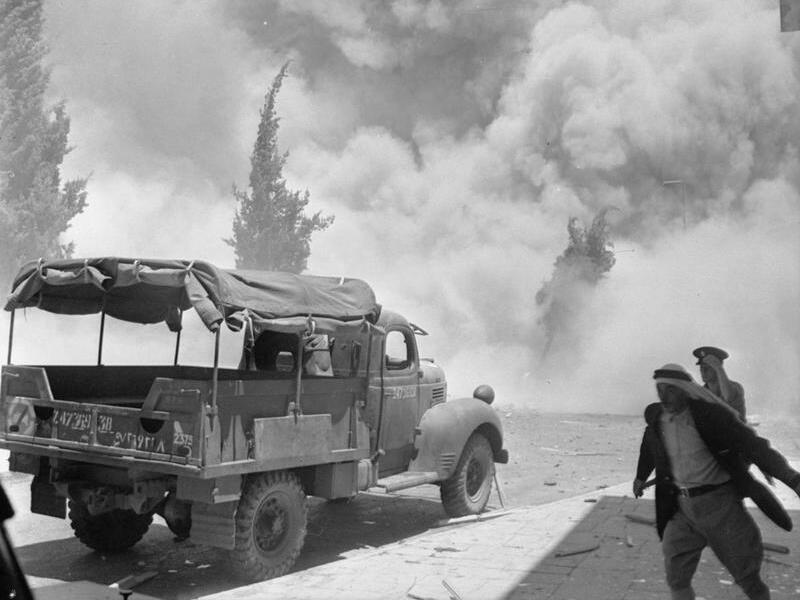
انفجار القنبلة الثانية في فندق الملك داوود

في المقابل، نفت الحكومة البريطانية ذلك، وأكدت في بيان صدر بعد خمسة أشهر من الحادث وبعد انتهاء التحقيق الرسمي، أن "أي تحذير لم يُستلم من أي جهة رسمية لها صلاحية اتخاذ إجراء". وردّ بيغن باتهام مباشر لـ جون شو، السكرتير العام لحكومة الانتداب، بأنه تجاهل التحذير، وهو ما نفاه شو.
وفقًا لتحليل أجراه المؤلف الأمريكي ثورستون كلارك، وقعت المكالمة التحذيرية الأولى عند الساعة 12:22 ظهرًا، وأجرتها فتاة تبلغ من العمر 16 عامًا تُدعى أدينا هاي (الاسم الحركي: تِهيا)، حيث تحدثت باللغتين العبرية والإنجليزية إلى عاملة بدالة الفندق. لكن الاتصال تجاهلته العاملة، علمًا بأن للفندق ثلاث شبكات هاتفية منفصلة: للفندق، والسكرتارية، والجيش.
في الساعة 12:27، أُجريت المكالمة الثانية إلى القنصلية الفرنسية المجاورة للفندق من الجهة الشمالية الشرقية. وقد اعتُبر التهديد هذه المرة جديًا، فقام الطاقم بفتح النوافذ وسحب الستائر لتقليل الأضرار. ثم، عند الساعة 12:31، أُجريت المكالمة الثالثة إلى صحيفة فلسطين بوست، فأبلغت بدورها الشرطة الجنائية البريطانية، ثم الفندق. وقد أدى هذا إلى اكتشاف عبوات الحليب في القبو، لكن الأوان كان قد فات.
ادعى بيغن في مذكراته أن البريطانيين تعمدوا عدم الإخلاء بهدف تحميل الجماعات اليهودية المسلحة مسؤولية الكارثة إعلاميًا وسياسيًا.

### التسريبات والشائعات
قبيل الظهر بقليل، تلقى مكتب وكالة الأنباء الأمريكية في لندن رسالة قصيرة تفيد بأن "إرهابيين يهود فجروا للتو فندق الملك داود!". وكان مراسل الوكالة الذي أرسلها عضوًا في الإيتسل، وقد أراد التفوق على زملائه في السبق الصحفي. لكنه لم يكن على علم بأن تنفيذ العملية قد أُجّل ساعةً كاملة، فأرسل الخبر قبل وقوع التفجير فعليًا. ومع ذلك، قرر رئيس المكتب عدم نشر الرسالة حتى ورود معلومات مؤكدة أخرى. وتكررت التسريبات من مصادر أخرى لاحقًا.

## التنفيذ
التقى المنفذون عند الساعة السابعة صباحًا في بيت هارون تلمود توراه، وكانت هذه المرة الأولى التي أُبلغوا فيها عن الهدف المستهدف. استُخدم في الهجوم حوالي 350 كيلوغرامًا من المتفجرات، موزعة على ستة شحنات. ووفقًا لما ذكره مناحيم بيغن، فإن "مشاورات" بشأن إلغاء الهجوم على مبنى الأخوين ديفيد تسببت في تأجيل العملية، حيث بدأت حوالي الساعة 12:00 ظهرًا، أي بعد ساعة من الموعد المقرر.

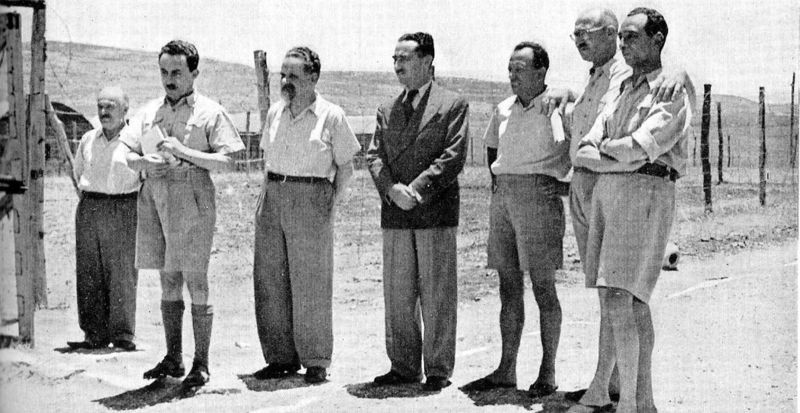
قادة صهاينة اعتُقلوا خلال عملية أجاثا. من اليسار إلى اليمين: دافيد ريميز، موشيه شاريت، يتسحاق غرونباوم، دوف يوسف، شنكارسكي، دافيد هكوهن، حلبرين.

بعد زرع القنابل في مقهى روجانس، انسحب رجال الإيتسل بسرعة من المكان، ثم فجّروا قنبلة صغيرة في الشارع خارج الفندق، ويُقال إن ذلك كان بهدف إبعاد المارة عن المنطقة. وأفاد تقرير الشرطة الصادر بعد التفجير أن هذا الانفجار الصغير أدى إلى زيادة عدد الضحايا، لأنه تسبب في تجمع عدد من المتفرجين عند الركن الجنوبي الغربي للفندق، وهو الموقع المباشر فوق القنبلة التي وُضعت في القبو. كما تسبب الانفجار الأول في وصول عرب مصابين إلى الفندق، حيث نُقلوا إلى مبنى السكرتارية بعد انقلاب حافلتهم التي كانت تمر بالقرب من الفندق. أما العمال العرب في المطبخ، ففروا بعد أن طُلب منهم ذلك.
أسفر الهجوم عن مقتل اثنين من أعضاء الإيتسل، وهما إبراهام أبراموفيتز ويتسحاق تسادوك. ووفقًا لرواية الإيتسل التي كتبها كاتز، فقد أُطلق النار على الاثنين أثناء اقترابهما الأولي من الفندق، إثر اندلاع اشتباك مسلح بسيط مع جنديين بريطانيين أثارا الشكوك. بينما تشير رواية يهودا لابيدوت إلى أن الرجلين استُهدفا بالرصاص أثناء انسحابهما عقب الهجوم. وتوافق هذه الرواية على النسخة التي قدمها بيتهيل وثورستون كلارك. وبحسب بيتهيل، نجح أبراموفيتز في الوصول إلى سيارة التاكسي التي كانت ستنقلهم هاربين مع ستة رجال آخرين، بينما فرّ تسادوك مشيًا على الأقدام مع باقي المجموعة. وعُثر عليهما من قِبل الشرطة في اليوم التالي في الحي اليهودي القديم في القدس، حيث كان أبراموفيتز قد توفي متأثرًا بجراحه.

## الانفجار وما تلاه
وقع الانفجار في الساعة 12:37 ظهرًا، وتسبب في انهيار النصف الغربي من الجناح الجنوبي للفندق. بعد وقت قصير من الانفجار، وصل فرق الإنقاذ من المهندسين الملكيين مزودين بمعدات رفع ثقيلة. وفي وقت لاحق من تلك الليلة، قُسم فريق المهندسين إلى ثلاث مجموعات، كل مجموعة تعمل بنوبة مدتها ثماني ساعات. استمرت عمليات الإنقاذ لمدة ثلاثة أيام متتالية، وتم إزالة حوالي 2000 حمولة من الأنقاض. ومن بين الحطام والركام، تمكن رجال الإنقاذ من استخراج ستة ناجين. وكان آخر من تم العثور عليه على قيد الحياة هو مساعد السكرتير داونينغ سي. طومسون، بعد مرور 31 ساعة على الانفجار، لكنه توفي بعد أكثر من أسبوع بقليل.

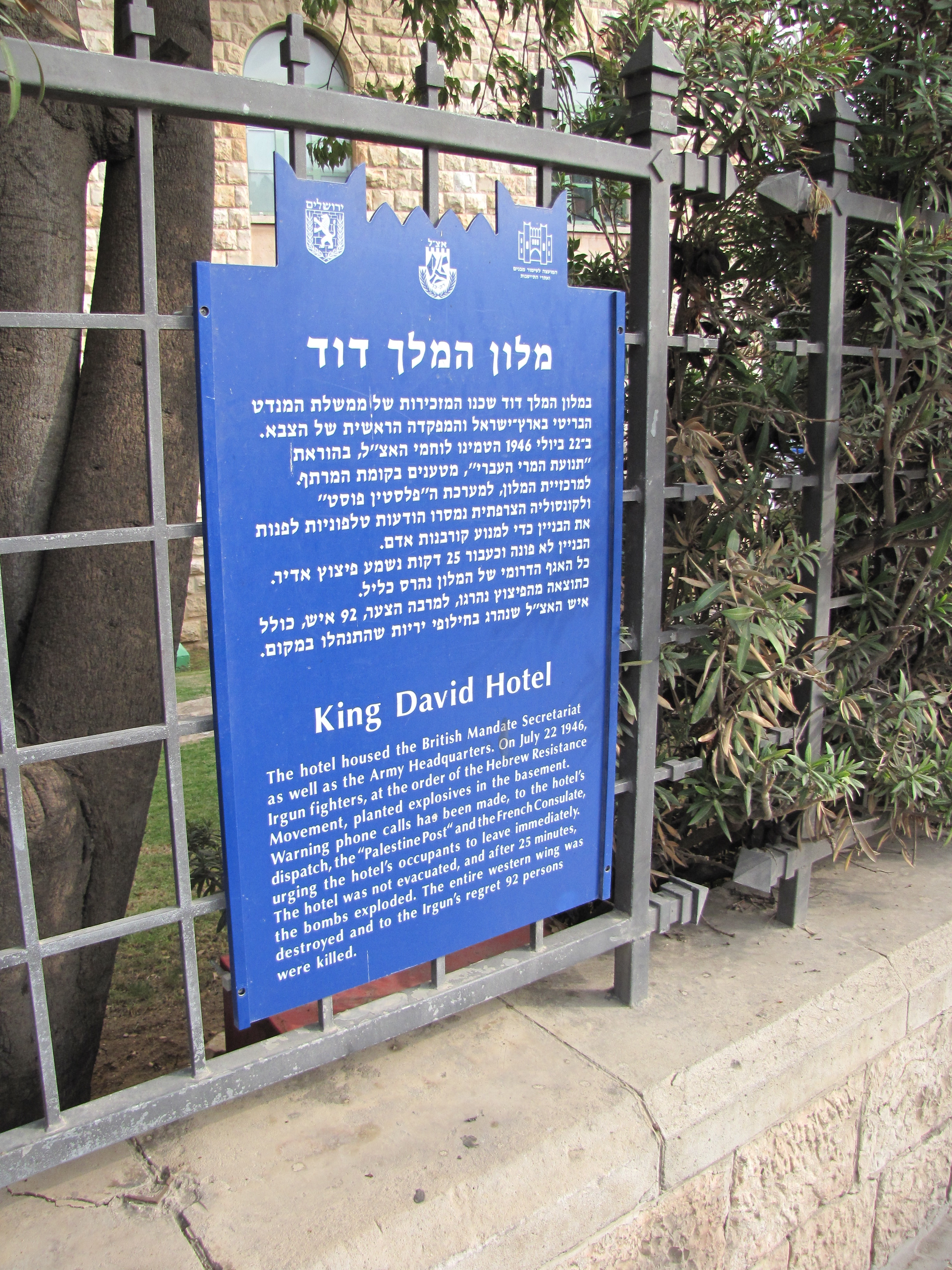
لوحة فندق الملك داود: النسخة العبرية من اللوحة تتضمن سطرًا إضافيًا يشير إلى أن من بين القتلى الـ92 كان هناك عضو في منظمة الإرجون قُتل بالرصاص.

قُتل في الحادث 91 شخصًا، معظمهم من موظفي الفندق أو موظفي السكرتارية: 21 منهم كانوا مسؤولين حكوميين بدرجة أولى، من بينهم وكيل الوزير روبرت باوس بلات، وهو أعلى مسؤول بين الضحايا، وسبعة مساعدين للسكرتير؛ و49 آخرون كانوا من موظفي السكرتارية من الدرجات الثانية مثل الكتبة والطابعين والرسائل، إضافة إلى موظفي الفندق وعمال الكافتيريا؛ و13 جنديًا؛ وثلاثة شرطيين؛ وخمسة من المارة. من حيث الجنسية، كان بين القتلى 41 عربيًا، و28 بريطانيًا، و17 يهوديًا، واثنان من الأرمن، وواحد روسي، وواحد يوناني، وواحد مصري. وأصيب 49 شخصًا. حدثت بعض الوفيات والإصابات في الطريق خارج الفندق وفي المباني المجاورة. وألقى الانفجار بـ جيرالد كينيدي، مدير البريد العام، من داخل الفندق عبر الشارع ليصطدم بجدار مبنى جمعية الشبان المسيحية المقابل، حيث كان لا بد من إزالته من هناك. ولم تُعثر على أي آثار يمكن التعرف عليها لـ13 من القتلى. من بين القتلى كان يوليوس جاكوبس، مؤيد الإيتسل، وإدوارد سبرلينغ، كاتب صهيوني ومسؤول حكومي. وبعد التفجير مباشرة، بدأت حكومة الانتداب التخطيط لـ"عملية القرش" (Operation Shark).

## ردود الفعل

### ردود الفعل البريطانية
أشعل التفجير الرأي العام في بريطانيا. بعد الحادث، تناولت افتتاحيات الصحف البريطانية الهجوم، معتبرة أنه يقلل من مصداقية تصريحات الحكومة التي كانت تؤكد انتصارها على الميليشيات اليهودية المسلحة. فقد رأى مانشستر جارديان أن "الحزم البريطاني" في فلسطين أدى إلى زيادة الإرهاب وتدهور الأوضاع في البلاد، وهو التأثير المعاكس لما كانت الحكومة تسعى إليه.
عبر عدد من المتحدثين في مجلس العموم عن غضبهم الشديد. وانتقد رئيس الوزراء الأسبق وينستون تشرشل، الداعم البارز والمتحمس للصهيونية، الهجوم، وربطه بالمشكلات التي يعاني منها نظام الانتداب، ودعا إلى السماح بمزيد من الهجرة اليهودية إلى فلسطين. وذكر سكرتير الحكومة في فلسطين، السير جون شو، أن غالبية القتلى كانوا من موظفيه الشخصيين: "بريطانيون وعرب ويهود ويونانيون وأرمن؛ ضباط كبار وشرطة وخدم وسائق خاص ورسل وحراس، رجال ونساء (شباب وشيوخ) كانوا أصدقائي".
علّق رئيس الوزراء البريطاني كليمنت أتلي في مجلس العموم قائلاً:
| تفجير فندق الملك داود | لقد علم الأعضاء المحترمون برعب بالجريمة الوحشية والقاتلة التي ارتكبت أمس في القدس. من بين كل الجرائم التي وقعت في فلسطين، والتي كانت كثيرة ومروعة خلال الأشهر الماضية، هذه هي الأسوأ. في هذا العمل الإرهابي المجنون، قتل أو فقد 93 بريئًا في الأنقاض. آخر الأرقام المتوفرة عن الضحايا هي 41 قتيلًا، و52 مفقودًا، و53 جريحًا. لا أملك معلومات إضافية الآن سوى ما ورد في التقرير الرسمي التالي من القدس: يبدو أنه بعد تفجير قنبلة صغيرة في الشارع، ربما كإجراء تمويهي—والتي لم تُحدث ضررًا فعليًا—اقتربت شاحنة من مدخل العمال في فندق الملك داوود، ودخل من فيها بعد تهديد الموظفين بمسدسات إلى مطبخ الفندق حاملين عدة علب حليب. وفي مرحلة ما من العملية، أطلقوا النار وأصابوا جنديًا بريطانيًا بجروح خطيرة عندما حاول التدخل. جميع المعلومات المتوفرة حتى الآن تفيد بأن المنفذين كانوا يهودًا. في قبو الفندق، زرعوا القنابل التي انفجرت بعد فترة وجيزة. ويبدو أنهم تمكنوا من الهرب. تُبذل كل الجهود الممكنة لتحديد هوية مرتكبي هذه الجريمة واعتقالهم. لا تزال عمليات الإنقاذ بين الأنقاض، التي تم تنظيمها فورًا، مستمرة. ويتم إبلاغ أقارب الضحايا بالتلغراف حال توفر معلومات دقيقة. يتمنى المجلس أن يعرب عن عميق تعاطفه مع ذوي القتلى والمصابين في هذا الفعل الجبان | تفجير فندق الملك داود |

قبل الهجوم بفترة، زار المشير لورد مونتغومري، الذي كان على وشك أن يصبح رئيس الأركان العامة للجيش البريطاني، فلسطين، وأوصى اللواء سير إيفلين باركر، قائد القوات البريطانية في فلسطين والأردن، بأن يؤكد للجنود أنهم يواجهون عدواً قاسياً ومتطرفًا وماكرًا، ولا يمكن التمييز بسهولة بين الصديق والعدو. وأضاف أن هناك نساء إرهابيات أيضاً، لذا يجب أن يتوقف كل تعامل مع السكان المحليين. وبعد دقائق من التفجير، أصدر باركر أمرًا بمنع كل الرتب من دخول "جميع الأماكن اليهودية الترفيهية، المقاهي، المطاعم، المحال، والمساكن الخاصة". وختم قائلاً: "أعلم أن هذه الإجراءات قد تسبب بعض الصعوبات للجنود، لكنني واثق من أنهم سيفهمون مبرراتها وسينفذونها، لأنها تضرب اليهود في مكان يؤلمهم، وهو جيوبهم، وتظهر ازدرائنا لهم." سرب الدبلوماسي الإسرائيلي المستقبلي عبا إيبان، الذي كان ضابطًا في الجيش البريطاني آنذاك، هذا الأمر للصحافة. وأُعتبرت صياغة باركر معادية للسامية وأثارت غضبًا واسعًا وإعلامًا سلبيًا لبريطانيا، وكان باركر على وشك أن يُعزل من منصبه لولا تهديد مونتغومري بالاستقالة إذا تم ذلك.
لم يغير الهجوم موقف بريطانيا من الاتفاق الأنغلو-أمريكي بشأن فلسطين، الذي كان في مراحله النهائية آنذاك. ففي رسالة مؤرخة 25 يوليو 1946، كتب رئيس الوزراء أتلي إلى الرئيس الأمريكي هاري ترومان:
| تفجير فندق الملك داود | أنا متأكد من أنك ستتفق معي أن الجريمة اللا إنسانية التي ارتكبت في القدس في 22 يوليو تتطلب أقوى الإجراءات ضد الإرهاب، لكن مع مراعاة معاناة الضحايا اليهود الأبرياء من النازية، فلا ينبغي أن تمنعنا هذه الأحداث من تنفيذ سياسة تهدف إلى تحقيق السلام في فلسطين بأسرع وقت ممكن | تفجير فندق الملك داود |

### ردود الفعل الإسرائيلية والصهيونية
أدانت القيادة السياسية اليهودية الهجوم علنًا. فقد عبّرت الوكالة اليهودية عن "شعورها بالرعب إزاء هذا العمل الحقير وغير المسبوق الذي ارتكبته اليوم عصابة من المجرمين". كما ندد المجلس الوطني اليهودي بالتفجير. وفقًا لصحيفة جيروزالم بوست، "على الرغم من أن الهاغاناه قد أذنت بتفجير فندق الملك داوود، فإن الإدانات العالمية دفعت المنظمة إلى الابتعاد عن هذا الهجوم".ورأى ديفيد بن غوريون أن الإرجون هو "عدو الشعب اليهودي" بعد الحادث. وصفت صحيفة هتسوفه، وهي صحيفة يهودية في فلسطين، منفذي الهجوم بأنهم "فاشيون".
أصدر الإرجون بيانًا أوليًا أعلن فيه مسؤوليته عن الهجوم، معبراً عن حزنه على ضحاياه اليهود، وملقياً اللوم على البريطانيين بسبب ما اعتبروه فشلًا في الاستجابة للتحذيرات. وبعد عام، في 22 يوليو 1947، أصدر الإرجون بيانًا جديدًا ذكر فيه أنهم نفذوا الهجوم بناءً على "تعليمات من رسالة صادرة عن مقر المقاومة المتحدة تطالب بتنفيذ هجوم على مركز الحكومة في فندق الملك داوود في أقرب وقت ممكن". وأعلنت شبكة الإرجون الإذاعية أنها ستحزن على الضحايا اليهود فقط، ولن تحزن على البريطانيين، معللة ذلك بأن بريطانيا لم تحزن على ملايين اليهود الذين ماتوا في المحرقة النازية. ولم يعربوا عن أي ندم تجاه أكبر مجموعة من الضحايا، وهم العرب.
زار ريتشارد كروسمن، عضو البرلمان البريطاني عن حزب العمال، والذي جعلته تجربته في لجنة أنجلو-أمريكية متعاطفًا مع الصهيونية، حاييم وايزمان بعد فترة وجيزة من الهجوم. كان تردد وايزمان تجاه العنف الصهيوني واضحًا في الحوار. فقد أدانه لكنه في الوقت نفسه أبدى تعاطفه مع أسبابه. وعندما ذُكر تفجير فندق الملك داوود، بدأ وايزمان بالبكاء وقال: "لا أستطيع إلا أن أشعر بالفخر بأولادنا. لو كان هذا المقر ألمانيًا، لكانوا قد حصلوا على وسام فيكتوريا."